# Ijon Tichy
Ijon Tichy – fikcyjna postać literacka, bohater kilkunastu opowiadań i powieści Stanisława Lema (cykl Dzienniki gwiazdowe, Kongres futurologiczny, Wizja lokalna, Pokój na Ziemi).
Etymologia nazwiska Tichy jest wyjaśniona w Podróży dwudziestej ósmej (Dzienniki). Przodek został nazwany Cichy, ale notariusz, który zapisywał jego nazwisko, seplenił.
Tichy jest narratorem we wszystkich historiach z jego udziałem. Są to zazwyczaj opowieści o zabarwieniu satyryczno-groteskowym, w stylu powiastek filozoficznych, tyle że w kostiumie fantastyki naukowej. Pod postacią satyry Lem porusza interesujące go problemy filozoficzne.
Sam pisarz wyjaśnia cechy głównego bohatera:

Stylizacja głównego bohatera Dzienników, Ijona Tichego, na barona Münchhausena, czy Guliwera, nie była świadomym zabiegiem pisarskim, mojej pracy nie poprzedzały żadne teoretyczne założenia, nie szukałem żadnych prefiguracji, wzorców, paradygmatów, tak jak rzeka nie antycypuje swojego koryta. Moje utwory pisały się same, byłem czymś w rodzaju racjonalnie pracującego medium, ale nie przetwarzałem jakichkolwiek przedustawnie powziętych planów.

Imieniem postaci nazwano w 2013 roku planetoidę (343000) Ijontichy.

## Adaptacje
W rolę Tichego wcielali się następujący aktorzy:
- Piotr Kurowski(inne języki) (film Profesor Zazul)[2]
- Krzysztof Bauman (film Przypadek Ijona Tichego)[3]
- Wojciech Solarz, Jacek Różański (film Pokój)[4]
- Oliver Jahn(inne języki) (filmy Aus den Sterntagebüchern des Ijon Tichy(inne języki) (2 części) i Ijon Tichy – gwiezdny podróżnik)[5]
- Joshua William Gelb, Theater in Quarantine (przedstawienie The 7th Voyage of Egon Tichy)[6][7]
- Piotr Adamczyk (audiobook Dzienniki gwiazdowe)[8].